# ASTERIG
Az ASTERIG egy angol betűszó az "Assessment Tool to Measure and Evaluate the Risk Potential of Gambling Products" (értékelési eszköz a szerencsejáték-termékek kockázati potenciáljának becslésére).
A szerencsejáték és a fogadás sok ember életének fontos része, mivel szórakozás számukra a világ minden táján. Bármely szerencsejáték- és fogadási termék negatív következményekkel járhat; néhány embernél visszatérő, zavart játékmód alakul ki, amely kóros játékká alakulhat. Az egyéni kockázat egyrészt a játékos személyiségétől, másrészt a játéktermék jellemzőitől függ. Például a lottó függőségi kockázata különbözik a pénznyerő automatáétól. Az olyan kritériumok, mint a jackpot mérete és gyakorisága vagy az ajánlat típusa (offline vagy online) jelentősen befolyásolhatják a szerencsejáték kockázati potenciálját. 
A problémás szerencsejáték nem csupán egyéni probléma. Gyakran összefügg pénzügyi veszteségekkel, az érintett családok életviteli rendellenességeivel és az interperszonális kapcsolatokkal is, valamint egyidejűleg pszichés károsodásokkal. Ezáltal társadalmi kérdéssé válhat mind a kóros szerencsejátékos személyes környezete, mind az egész gazdaság számára. 
Az ASTERIG egy szisztematikus mérési és értékelési eszköz a szerencsejátékokkal és más pénznyerő termékekkel való függőség számszerűsítésére. Az eszköz pontszámok segítségével méri, hogy mekkora az adott játék függőségének kockázata. Erre a célra tíz, nem szignifikánsan korreláló paramétert használnak, amelyeket súlyoznak. A módszer lehetővé tesz matematikailag objektív összehasonlítást a különböző, esetleg hasonló szerencsejáték-termékek közötti függőségi kockázatok potenciáljának meghatározására. Ezenkívül az ASTERIG egyértelművé teszi, hogy  konkrétan a szóbanforgó szerencsejáték mely jellemzője vagy jellemzői növelhetik vagy csökkenthetik a függőség kockázatát.
Az ASTERIG kvantitatív összehasonlítás lehetőségét kínálja szisztematikus mérési és értékelési eszköz formájában, összehasonlítható pontszámokkal vagy összehasonlíthatóan értékelhető skálával. Az eszköz segítheti a törvényhozókat és az ítélkezési gyakorlatot, valamint azokban az országokban működő közigazgatási gyakorlatot, ahol megengedett a szerencsejáték és a fogadás. A játéktermékek - tudományos szempontból megalapozott - osztályozása viszonylag jól mérhető kockázati fokokkal nemzetközi viszonylatban sem vitatott. Hasonló kutatások ismertek Nagy-Britanniából, Finnországból és Svédországból. Elméleti vagy empirikus alapjaikat még nem tették közzé, ami megnehezíti ezen eszközök tudományos értékelését.
Az ASTERIG-t fejlesztette és globálisan validálta: 
| Szakértő           | Ország             | intézmény                                                                                          |
| ------------------ | ------------------ | -------------------------------------------------------------------------------------------------- |
| Carlos Blanco      | Egyesült Államok   | Columbia Egyetem Pszichiátriai Tanszék, New York Állami Pszichiátriai Intézet                      |
| Alex Blaszczynski  | KI                 | Sydney Egyetem, Pszichológiai Iskola                                                               |
| Reiner Clement     | GE                 | Bonn-Rhein-Sieg Egyetem                                                                            |
| Jeffrey Derevensky | TUD                | McGill Egyetem, Nemzetközi Ifjúsági Szerencsejáték-problémák és Magas Kockázati Magatartás Központ |
| Anna E. Goudriaan  | NL                 | Amszterdami Egyetem, Akadémiai Orvosi Központ                                                      |
| David C. Hodgins   | TUD                | Calgary Egyetem, Pszichológiai Tanszék                                                             |
| Ruth J. van Holst  | NL                 | Amszterdami Egyetem, Akadémiai Orvosi Központ                                                      |
| Ángela Ibáñez      | ESP                | Alcala Egyetem, Pszichiátriai Osztály, Ramon y Cajal Kórház                                        |
| Silvia S. Martins  | Egyesült Államok   | Columbia Egyetem, Mailman Közegészségügyi Iskola                                                   |
| Chantal Moersen    | GE                 | Charité Berlin                                                                                     |
| Sabrina Molinaro   | ÉN                 | CNR - Isteni Fisiologia Clinica Sezione di Epidemiologia Pisa                                      |
| Adrian Parke       | Egyesült Királyság | Lincolni Egyetem                                                                                   |
| Franz W. Peren     | GE                 | Bonn-Rhein-Sieg Egyetem                                                                            |
| Nancy M. Petry     | Egyesült Államok   | Connecticuti Egyetem, Egészségügyi Központ                                                         |
| Heather Wardle     | Egyesült Királyság | Országos Társadalomkutatási Központ                                                                |